# Ipermetropia
L'ipermetropia è un difetto ottico (ametropia) per la quale i raggi di luce provenienti da oggetti posti all'infinito, anziché arrivare correttamente sulla retina dell'occhio, si focalizzerebbero in una zona dietro di essa. La visione risulterebbe così fuori fuoco sia da lontano, sia soprattutto da vicino, tuttavia l’occhio, quando il difetto è lieve e comunque solo fino alla prima età adulta, riesce a correggere naturalmente il difetto attivando perennemente il meccanismo di accomodamento, in modo tale da portare il fuoco correttamente sulla retina. In questo modo la visione risulta chiara e nitida come in un occhio normale (emmetrope), ma sforzando continuamente la vista che risulterà così spesso affaticata, in particolare nell’applicazione da vicino. Con l’avanzare degli anni comunque, a ipermetropia invariata, la visione corretta sarà sempre più faticosa già da lontano e ancor più difficoltosa se non impossibile da vicino.

## Cause
Da un punto di vista anatomico il bulbo oculare è troppo corto rispetto al potere refrattivo (ossia alla capacità di messa a fuoco dell'occhio). Per questo motivo, la maggior parte dei bambini alla nascita presenta una leggera e fisiologica ipermetropia, compensata totalmente dal processo accomodativo, che via via regredisce, fino a scomparire totalmente verso i 6-7 anni; si consiglia di non correggere questo difetto infantile con gli occhiali, sia perché il bambino accomoda molto bene, e sia perché una piccola riserva di ipermetropia infantile impedisce lo sviluppo futuro di una miopia. 
Tuttavia, se il difetto non diminuisce spontaneamente con la crescita, il bambino può sviluppare delle forme di strabismo, gli occhi si arrossano e lacrimano e, quando inizia la scuola, avrà difficoltà leggere sui libri e talvolta anche alla lavagna; per prevenire queste complicazioni, si consiglia di effettuare la prima visita oculistica dei bambini intorno ai 3 anni e ripeterla almeno ogni 2 anni: in tal modo il medico oculista valuterà se si tratta di un difetto fisiologico, contenuto e in fase di regressione, oppure di un difetto non trascurabile che prevede la prescrizione di un primo paio di lenti.

## Classificazione
L’ipermetropia può essere classificata nel modo seguente, a seconda della causa che sta alla sua origine.
- Assiale: caso più frequente, si ha quando il bulbo oculare è più corto del normale; per ogni millimetro in meno di lunghezza, si avranno 3 diottrie di difetto.
- Da curvatura: in questo caso è dovuta ad un’insufficiente curvatura della cornea o del cristallino, e qui ogni millimetro in meno può causare 6 diottrie di difetto.
- Da indice: dovuta all’avanzare dell’età o talvolta alle complicanze del diabete, si ha quando il cristallino perde potere diottrico, facendo sì che le immagini si formino dietro alla retina anziché correttamente su di essa.
- Posizionale: quando il cristallino si trova in una posizione posteriore a quella normale; può essere dovuto ad un trauma.
- Consecutiva: può in alcuni casi conseguire ad un intervento chirurgico per l’eliminazione della cataratta o della miopia, vizio retroattivo opposto all’ipermetropia.
- Funzionale: quando viene indotta la cicloplegia in una visita oculistica profonda, può derivarne una lieve e temporanea ipermetropia.
- Da assenza del cristallino nell’occhio.

## Tipologie e sintomi
Nell’occhio ipermetrope il meccanismo di accomodazione, che normalmente entrerebbe in funzione solo nella visione prossimale, tende ad essere perennemente attivo e perciò il muscolo ciliare non è mai completamente rilassato: lo sforzo è già presente nella visione da lontano e si fa via via più intenso guardando a distanze più corte. Ne consegue che l’ipermetropia risulta molto spesso occulta o solo parzialmente manifesta, appalesandosi del tutto solo in età piuttosto avanzata. In base alla distinzione tra porzione di difetto evidente e porzioni compensate naturalmente dall’occhio, si usa distinguere le seguenti tipologie di ipermetropia.
- Ipermetropia latente: è la quota perfettamente compensata da muscolo ciliare e cristallino e che perciò non può essere percepita se non attraverso una visita oculistica profonda, inducendo la cicloplegia. Si mantiene generalmente entro il valore di +1.00 diottria e tende comunque a rendersi palese naturalmente verso i 50-55 anni.

- Ipermetropia manifesta: è la quota del difetto che il soggetto realmente percepisce e che può a sua volta essere suddivisa in due sottotipi.
  - Ipermetropia facoltativa: è la parte di ip. manifesta che il soggetto può ancora compensare naturalmente, sforzando la vista per mettere a fuoco. Può raggiungere valori anche elevati in giovanissima età, così da auto-correggere difetti anche di una certa entità.
  - Ipermetropia assoluta: è la parte di ip. manifesta che l’occhio non riesce in alcun modo a correggere e per cui è sempre necessario l’uso di occhiali o lenti a contatto per una corretta messa a fuoco. A partire dai 35-40 anni l’ipermetropia facoltativa diminuisce fino a scomparire, così tutta l’ip. manifesta sarà assoluta e pertanto avrà bisogno di una correzione ottica.
- Ipermetropia totale: è data dalla somma di tutte le componenti di cui sopra, ossia quella manifesta (di entrambi i tipi) + quella latente.

In base all’entità del difetto, possiamo avere una ipermetropia lieve se il difetto si mantiene entro le +2.00 diottrie, moderata oltre le 2 ma entro le 5 diottrie e infine un’ipermetropia grave laddove superi le +5.00 diottrie. 
I difetti lievi sono quelli che generalmente passano inosservati o tuttalpiù, finché si è molto giovani, portano solo qualche forma di affaticamento visivo nella visione da vicino senza intaccare in alcun modo o quasi quella da lontano. I difetti di media entità invece si avvertono quasi sempre, perché lo sforzo a cui l’occhio è sottoposto per compensare l’ipermetropia si fa considerevole, e la messa a fuoco risulta piuttosto faticosa già da lontano e ancor più da vicino.
Difetti di entità grave (oltre le +5 diottrie), si avvertono sempre e devono essere necessariamente corretti con le lenti, anche in giovanissima età, perché la visione è molto sfocata e confusa a qualsiasi distanza, gli occhi non riescono (se non in minima parte) a correggere il difetto è tendono ad arrossarsi e lacrimare (sintomi di astenopia a causa dell'enorme sforzo della vista) e molto spesso, se il difetto non viene corretto da opportune lenti, si rischia di sviluppare uno strabismo oppure l’ambliopia (occhio pigro) quando uno dei due occhi ha un difetto significativamente più grave dell’altro. 

## Trattamento
La terapia deve essere personalizzata dal medico oculista e, in generale, l'ipermetropia si può correggere attraverso la prescrizione di lenti positive (occhiali o lenti a contatto). Finché il soggetto ha una buona capacità di accomodazione viene spesso corretta solo la quota di ipermetropia assoluta e parte di quella facoltativa; a ipermetropia invariata con l’avanzare dell’età (a partire dai 40 anni in genere), per la perdita progressiva di capacità accomodativa, si dovranno usare lenti sempre più forti fino ad arrivare poi alla correzione totale del difetto. L’insorgenza della presbiopia renderà poi necessario l’uso di un altro paio di lenti, a gradazione ancora più forte, per la visione da vicino: si può optare per la scelta di un occhiale multifocale. Per i soggetti con un’ipermetropia molto lieve, e perciò a lungo latente, sarà proprio la fisiologica presbiopia a smascherare l’ipermetropia: si avrà prima un precoce peggioramento della visione da vicino, anche prima dei 40 anni, per poi avvertire alcune difficoltà anche da lontano verso i 50 anni.  
Inoltre, è possibile correggere l'ipermetropia mediante chirurgia refrattiva con laser a eccimeri (PRK e LASIK) e in casi particolari, con la cheratocoagulazione radiale, la termocheratoplastica, l'impianto di lenti intraoculari fachiche o la sostituzione del cristallino.